# Halitpaşa, Saruhanlı
Halitpaşa là một thị trấn thuộc huyện Saruhanlı, tỉnh Manisa, Thổ Nhĩ Kỳ. Dân số thời điểm năm 2011 là 2.844 người.